# خصوصی‌سازی
خصوصی‌سازی فرایندی اجرایی، مالی و حقوقی است که دولت‌ها در بسیاری از کشورهای جهان برای انجام اصلاحات در اقتصاد و نظام اداری کشور به اجرا درمی‌آورند.
واژه «خصوصی‌سازی» حاکی از تغییر در تعادل بین حکومت و بازار و به نفع بازار است. خصوصی‌سازی وسیله‌ای برای افزایش کارایی (مالی و اجتماعی) عملیات یک مؤسسه اقتصادی است؛ زیرا چنین به نظر می‌رسد که مکانیسم عرضه و تقاضا و بازار در شرایط رقابتی باعث به‌کارگیری بیشتر عوامل تولید، افزایش کارایی عوامل و در نتیجه تولید بیشتر و متنوع‌تر کالاها و خدمات و کاهش قیمت‌ها خواهد گردید. این پیش‌بینی به جهت مبانی تئوریک و علمی در سطح اقتصاد خرد و همچنین تجربه سایر کشورها امری پذیرفته شده است و در این صورت چرایی مسئله قابل پاسخ و اثبات است اما نکته غامض و پیچیده چگونگی انجام آن و در پیچیده‌ترین مسئله آن یعنی انتقال مالکیت و نیز شکل‌گیری بخش خصوصی در جامعه است.
به‌طور خلاصه برای آنکه خصوصی‌سازی هرچه بهتر صورت پذیرد باید اقدامات زیر به‌طور «همزمان» به عمل آیند:
- تقویت حقوق مالکیت خصوصی، تغییر ساختار شرکت‌ها، آزادسازی و مقررات زدایی، اصلاح مقررات، اصلاح ساختار مالی (بویژه بازار سرمایه) و بازار نیروی کار؛
- تشویق و هدایت در جهت توسعه بخش خصوصی به منظور تحریک رقابت و ورود تولیدکنندگان به بازار؛
- واگذاری موسسات عمومی دولتی به بخش خصوصی (تغییر مالکیت).

## نیازمندیهای «محیطی

### اهداف استراتژیک
خصوصی‌سازی در سطح ملی باید با اتکا بر اهداف استراتژیک خاص آغاز شود چرا که بسیاری از طرح‌ها به علت نبود اهداف استراتژیک مشخص، قابل پیگیری و قابل ارزیابی، یا از حرکت می‌ایستند یا از مسیر اصلی خود خارج می‌شوند. اهداف تعیین شده می‌بایستی بدون تعارض، تداخل منفی و در کوششی هماهنگ و اولویت بندی شده تعریف گردند. اهداف استراتژیک خصوصی‌سازی می‌توانند در جهت توسعه اقتصادی، اجتماعی و فرهنگی منطقه و کشور، حذف انحصار و گسترش رقابت، اشتغال‌زایی، توسعه فعالیت، کاهش هزینه‌های جاری شرکت‌ها، و کوچک شدن اندازه دولت باشند.

### اصول خصوصی‌سازی
پس از تبیین اهداف باید به دو اصل مهم افزایش سودآوری و تقویت مالکیت خصوصی توجه گردد. مطالعه تاریخی فرایند خصوصی‌سازی در کشورهایی مانند آلمان، بریتانیا، فرانسه و کشورهایی نظیر روسیه، کره جنوبی، لهستان، جمهوری چک، و اسلواکی —که به لحاظ ساختار اقتصادی و اجتماعی و فرهنگی و رفتاری دارای تفاوت‌های اساسی هستند— نشان می‌دهد در مرحله گذر از اقتصاد دولتی به اقتصاد بازار و شکل‌گیری نظام بازار به این دو اصل توجه شده است و به فراخور زمان، مکان و شرایط، زمینه‌های زیر را فراهم و به وجود آورده‌اند:
1. اقدامات «درونی» بنگاه در جهت افزایش بهره‌وری و سودآوری - توسط مدیران بنگاه -: در این زمینه می‌توان به اقداماتی مانند تقویت فرهنگ عمومی کارکنان و مدیران بنگاه، توسعه منابع انسانی، مدیریت سرمایه و افزایش بهره‌وری سرمایه، تجدید ساختار و مهندسی مجدد به منظور کاهش سطوح مدیریتی و سلسله مراتب اداری و نیز ادغام فعالیت‌های متجانس و حذف فعالیت‌های موازی، توسعه امور بین‌الملل در جهت جذب سرمایه و فناوری، بازنگری در قراردادها به منظور شفاف‌سازی و همچنین تعریف و ارائه استانداردها و شرایط خصوصی پیمان اشاره کرد.
2. ایجاد شرایط و بستر «محیطی» به عنوان «موتور» خصوصی‌سازی - توسط دولت -: نوشته حاضر به عنوان یک حلقه و زیرمجموعه فراموش شده درخصوصی‌سازی کشور تأکید بر این موارد دارد. بررسی قوانین و برنامه‌های توسعه و اقدامات خصوصی‌سازی و مکمل آن در کشور مؤید آن است که دولت فاقد مجموعه‌ای جامع، هماهنگ و مکمل و جهت دار (به‌ویژه مابین نهادها و سازمان‌ها) با اهداف و استراتژی‌های کلان خصوصی‌سازی کشور است.

### بسترهای مورد نیاز
به‌طور خلاصه در جهت بهبود شرایط و زمینه‌های تخصصی «محیطی» خصوصی‌سازی، حتی قبل از شروع اقدامات اجرایی در مرکز حکومت، ارائه دو بستر زیر ضروری می‌کند:
- ارائه بستر مناسب قانونگذاری: نهادهای قانونگذار (تصمیم‌ساز و تصمیم‌گیر) با تعیین اولویت‌ها باید از یک طرف قوانین و مقررات لازم را برای ایجاد یک اقتصاد کارآمد مبتنی بر بازار و کوچک شدن اندازه دولت تدوین کنند.
- بازنگری قوانین، ارزیابی اثربخشی آن‌ها در اجرا، تدوین و پیشنهاد قوانین جدید ازجمله وظایف این نهادها خواهد بود. در این مرحله مهم‌ترین بحث چگونگی تغییر مالکیت و گذر از بنگاه‌ها و شرکت‌های دولتی به شرکتهایی با مالکیت مشترک یا خصوصی و تقویت حقوق مالکیت خصوصی است. در این زمینه به تدوین قوانینی در موارد زیر اشاره می‌شود:
- گسترش رقابت (قانون ضدانحصار)؛
- قوانین روابط بین‌الملل و داخلی؛
- نحوه بازگرداندن سود و چگونگی خارج کردن آن از کشور؛
- مالکیت خارجی سرمایه و زمین؛
- محدودیت‌های تبدیل ارز؛
- محدودیت‌های در مورد استخدام و اخراج کارگران.

و از طرف دیگر، قوانین و مقررات لازم را به منظور نظارت بر فعالیت بنگاه خصوصی - و نه بازار - با هدف امنیت و سلامت اقتصاد و جلوگیری از ایجاد شکاف طبقاتی و رانت‌جویی و رانت‌طلبی تدوین کنند. قوانین و مقرراتی در زمینه‌های زیر در این راستا هستند:
- محیط زیست؛
- حمایت از حقوق شاغلان و کارگران؛
- نظارت بر شرایط ایمنی کارگاه‌های تولیدی؛
- نظارت بر آزادی‌های فردی و سازمانی؛
- آزادی ورود و خروج از بازار؛
- قوانین و مقررات کار و بیکاری (با تأکید بر جلوگیری از انهدام اجتماعی کارکنانی که به واسطه کوچک‌سازی اندازه دولت بیکار می‌گردنند)؛
- قراردادها و نحوه حل و فصل دعوی (با نگاه اقتصادی و حقوقی).

ارائه بستر مناسب حمایتی: تشکیل یا اصلاح نهادها، سندیکاها، انجمن‌ها و مراکزی که بتوانند طبق «برنامه» مساعدت‌هایی مالی و غیرمالی را به بخش خصوصی ارائه کنند. این حمایت‌ها به دو صورت زیر طبقه‌بندی می‌شوند:
الف: حمایت‌های مادی «هدفمند و موقت» که می‌توانند به صورت بلاعوض، معافیت مالیاتی یا تخفیف مالیاتی و وام‌های کم بهره باشد. در این راستا، با توجه به ساخت مالی کشور که مبتنی بر سیستم بانکی است، همراه ساختن این سیستم با استراتژی خصوصی‌سازی و حمایت از افراد «کارآفرین» و بنگاه‌های خصوصی «کارآمد» امری بسیار ضروری است. نکته مهم در اینجا ارائه برنامه تجاری و توسعه از سوی بخش خصوصی و نظارت و کنترل در حمایت‌ها طبق برنامه است.
ب: حمایت‌های غیرمادی که با تشکیل یا اصلاح و تقویت نهادها و مراکزی در ابعاد و زمینه‌های زیر امکان‌پذیر می‌شود:
- اطلاع‌رسانی (داخلی و بین‌المللی)؛
- تأمین اجتماعی و بیمه بیکاری؛
- آموزش حرفه‌ای و تخصصی؛
- مشاوره و راهنمایی.